# Benningholme and Grange
Benningholme and Grange var en civil parish från 1866 till 1935 då den blev en del av Swine, i grevskapet East Riding of Yorkshire, i England. Civil parish var belägen 10 km från Kingston upon Hull och hade 93 invånare år 1931.